# Cirsium oleraceum

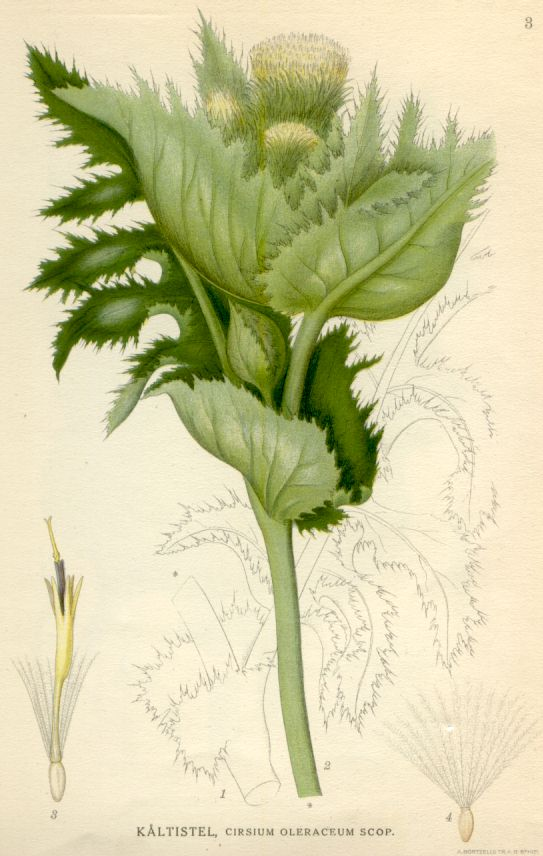
Cirsium oleraceum en Carl Axel Magnus Lindman, Bilder ur Nordens Flora, 1917-1928

Cirsium oleraceum es una planta fanerógama de la familia Asteraceae nativa de Europa oriental y Asia, donde crece en terrenos húmedos de tierras bajas.

## Descripción
Es una planta herbácea que alcanza 1,5 metros de altura con tallo poco ramificado y hojas con bordes espinosos. Las flores tubulares se producen en densos capítulos terminales de hasta 4 cm de diámetro, son de color amarillo claro o rosa teñido.

## Propiedades
Los tallos jóvenes se cultivan como alimento en Japón y la India.

## Taxonomía
Cirsium oleraceum fue descrita por Carlos Linneo en Species Plantarum, vol. 2, p. 826 en 1753 como Cnicus oleraceus y atribuido al género Cirsium por Giovanni Antonio Scopoli y publicado en Flora Carniolica, Editio Secunda, 2, p. 128 en 1772.
Etimología
Cirsium: nombre genérico que deriva de la palabra latina cirsĭŏn, -ĭi —del griego χιρσός, -ον, varices—  vocablo que usa Plinio el Viejo (Naturalis Historia, 27, 61) para identificar un cardo que se utiliza para el tratamiento de este tipo de dolencia. En los tiempos modernos, el botánico francés Tournefort (1656 - 1708) ha derivado el nombre Cirsium.
oleraceum: epíteto latino que significa "herbáceo".
Sinonimia
- Cnicus oleraceus L.
- Cnicus pratensis Lam.
- Cnicus bracteatus Gilib.
- Carduus oleraceus L.
- Carduus acanthifolius Lam.
- Carduus parviflorus L.
- Carduus rigens Dryand. ex Aiton
- Carduus tataricus L.
- Cirsium braunii Nyman
- Cirsium flavescens Lam.
- Cirsium pallens DC.
- Cirsium parviflorum DC.
- Cirsium parviflorum Schleich. ex Steud.
- Cirsium praemorsum W.D.J.Koch
- Cirsium rigens Spreng.
- Cirsium subalatum Gaudin
- Cirsium thomasii Nägeli
- Cirsium variabile Moench
- Cynara colorata Stokes[3]